# Scary Kids Scaring Kids
Scary Kids Scaring Kids war eine US-amerikanische Post-Hardcore-Band aus Arizona.

## Bandgeschichte
Gegründet wurde Scary Kids Scaring Kids von Sänger Tyson Stevens, den beiden Gitarristen Chad Crawford, DJ Wilson – welcher etwas später zur Bassgitarre wechselte – und Steve Kirby, dem Keyboarder Pouyan Afkari und dem Schlagzeuger Peter Costa im Jahr 2002 in der Stadt Gilbert im US-amerikanischen Bundesstaat Arizona. Die Band veröffentlichte ihre Debüt-EP After Dark im Jahr 2003. Zu dem Zeitpunkt besuchten alle Mitglieder der Gruppe noch die High School.
Nachdem die Band im Jahr 2004 von Immortal Records unter Vertrag genommen worden war, legte das Label die EP im Jahr 2005 erneut auf. Im gleichen Jahr, am 28. Juni 2005, veröffentlichte die Band mit The City Sleeps in Flames das Debütalbum, welches zwischen Februar und März mit dem Produzenten Brian McTernan eingespielt wurde. Das zweite Album, das nach der Band benannt wurde, folgte am 28. August 2007. Es wurde von Don Gilmore, welcher bereits mit Dashboard Confessional, Linkin Park und Good Charlotte zusammenarbeitete, aufgenommen.
Aufgrund ihrer Aktivitäten für die Tierschutzorganisation PETA erhielt Scary Kids Scaring Kids im Jahr 2008 einen Libby Award in der Kategorie Bester Newcomer für ihre I Am Not a Nugget-Kampagne gegen Kentucky Fried Chicken. Die Gruppe verließ Immortal Records um einen Plattenvertrag beim Majorlabel RCA Records zu unterschreiben. Während einer Herbsttournee mit Anberlin, Straylight Run und There for Tomorrow gaben die Musiker bekannt, an ihrem dritten Album zu arbeiten. Allerdings sorgte bereits die Tatsache, dass sich Frontsänger Tyson Stevens während der letzten vier Auftritte auf der Warped Tour des Jahres 2009 eine Auszeit nehmen musste – Stevens wurde zwischenzeitlich durch Vic Fuentes von Pierce the Veil, Craig Mabbitt von Escape the Fate, Brandon Bolmer von Chiodos und Cove Reber von Saosin ersetzt – für Beunruhigungen. Am 30. November 2009 schließlich wurde die Auflösung der Band für den Januar 2010 nach einer Abschiedstournee bekanntgegeben. Der US-amerikanische Rapper Mod Sun spielte auf der Abschiedstournee sowohl im Vorprogramm als auch Schlagzeug für die Band.
Am 21. Oktober 2014 wurde Sänger Tyson Stevens tot aufgefunden. Er wurde 29 Jahre alt. Seine Freundin und seine Mutter sagten gegenüber der Polizei, dass Heroin für seinen Tod verantwortlich sei, obwohl er zum Todeszeitpunkt als clean galt und kein Heroin im Haus gefunden wurde.
Für 2020 wurde anlässlich des 15-jährigen Jubiläums des ersten Albums eine Reunion-Tour bekannt gegeben, die aber wegen der Covid-19-Pandemie nur teilweise gespielt werden konnte.

## Diskografie

### Alben
- 2003: After Dark (EP, Eigenproduktion, 2005 über Immortal Records neu aufgelegt)
- 2005: The City Sleeps In Flames (Album, Immortal Records)
- 2007: Scary Kids Scaring Kids (Album, Immortal Records)

### Singles
- 2005: The Only Medicine
- 2006: The City Sleeps In Flames
- 2006: My Darkest Hour
- 2007: Snake Devil
- 2007: The Deep End